# Лаурентик
«Лаурентик» — британский трансатлантический лайнер, построенный верфью «Харланд энд Вольф» для «White Star Line».

## Предпосылки к созданию
В 1907 году на званом обеде в особняке Лорда Пирри было решено построить два огромных лайнера, чтобы составить конкуренцию «Кунард Лайн» (впоследствии проект был изменён на три лайнера). Стремясь достичь экономии топлива, максимально используя энергию пара, было предложено два варианта двигательной установки. В одном из них вместо машин тройного расширения должны были использоваться машины четырёхкратного расширения. работающие на два винта. В другом пар после машин тройного расширения, вращающих два винта, поступал в турбину, приводящую третий винт. Пароход «Мегантик» был построен по первому, а «Лаурентик» по второму проекту, при одинаковых котлах. Второй вариант показал себя более эффективным, и впоследствии был применён на «Титанике» и некоторых других кораблях.

## Постройка, дальнейшая карьера
«Лаурентик» совершал рейсы между Англией, Ирландией и Америкой.

## Гибель
Когда наступила война, Лаурентик был переделан в войсковой транспорт и стал совершать рейсы между Галифаксом и Ливерпулем. В последний рейс вышел из Ливерпуля. 25 января 1917 года в 13:00, находясь недалеко от побережья Ирландии, «Лаурентик» наскочил на мину и в течение 15 минут полностью затонул. На его борту находилось 745 человек и 3210 слитков золота. Из 745 человек выжило 367. С 1917 по 1923 годы было поднято на поверхность 3186 слитков.